# Centroleninae
Centroleninae Bonaparte, 1850 è una sottofamiglia di anfibi dell'ordine degli Anuri.

## Distribuzione
Le specie di questa sottofamiglia vivono nelle aree dell'America centrale e del Sudamerica.

## Tassonomia
La sottofamiglia comprende 119 specie raggruppate in 9 generi:
- Centrolene Jiménez de la Espada, 1872 (24 sp.)
- Chimerella Guayasamin, Castroviejo-Fisher, Trueb, Ayarzagüena, Rada, and Vilà, 2009 (2 sp.)
- Cochranella Taylor, 1951 (8 sp.)
- Espadarana Guayasamin, Castroviejo-Fisher, Trueb, Ayarzagüena, Rada, and Vilà, 2009 (5 sp.)
- Nymphargus Cisneros-Heredia and McDiarmid, 2007 (41 sp.)
- Rulyrana Guayasamin, Castroviejo-Fisher, Trueb, Ayarzagüena, Rada, and Vilà, 2009 (6 sp.)
- Sachatamia Guayasamin, Castroviejo-Fisher, Trueb, Ayarzagüena, Rada, and Vilà, 2009 (5 sp.)
- Teratohyla Taylor, 1951 (5 sp.)
- Vitreorana Guayasamin, Castroviejo-Fisher, Trueb, Ayarzagüena, Rada, and Vilà, 2009 (10 sp.)
- A seguito di nuovi studi sulla filogenesi dei generi Centrolene e Cochranella, che hanno portato alla revisione tassonomica degli stessi, le seguenti specie, tolte dai suddetti generi, sono attualmente, al 2020, da ritenersi come Incertae sedis della sottofamiglia Centroleninae[2]:
  - "Centrolene" acanthidiocephalum (Ruiz-Carranza & Lynch, 1989)
  - "Centrolene" azulae (Flores & McDiarmid, 1989)
  - "Centrolene" medemi (Cochran & Goin, 1970)
  - "Centrolene" petrophilum Ruiz-Carranza & Lynch, 1991
  - "Centrolene" quindianum Ruiz-Carranza & Lynch, 1995
  - "Centrolene" robledoi Ruiz-Carranza & Lynch, 1995
  - "Cochranella" duidaeana (Ayarzagüena, 1992)
  - "Cochranella" euhystrix (Cadle & McDiarmid, 1990)
  - "Cochranella" geijskesi (Goin, 1966)
  - "Cochranella" megista (Rivero, 1985)
  - "Cochranella" ramirezi Ruiz-Carranza & Lynch, 1991
  - "Cochranella" riveroi (Ayarzagüena, 1992)
  - "Cochranella" xanthocheridia Ruiz-Carranza & Lynch, 1995